# Hermann Potthoff

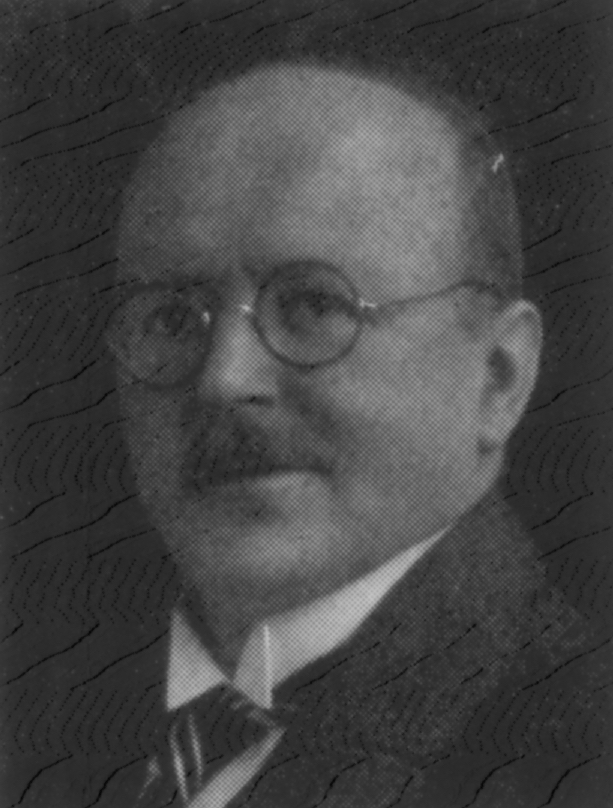
Hermann Potthoff, um 1931

Karl Wilhelm Hermann Potthoff (* 16. August 1873 in Berlin; † 19. März 1951 in Hannover) war ein deutscher Maschinenbau-Ingenieur und Hochschullehrer. Er leitete mehrere Lokomotivfabriken.

## Leben
Potthoff wurde 1899 Regierungsbauführer und 1903 Regierungsbaumeister. Er promovierte nach einer Assistentenzeit an der Technischen Hochschule Berlin 1906 zum Dr.-Ing. und war in der preußischen Eisenbahnverwaltung tätig. 1911 wurde er Chefingenieur der Lokomotivfabrik Henschel & Sohn in Kassel, 1917 Generaldirektor der Rheinische Metallwaaren- und Maschinenfabrik Actiengesellschaft (später Rheinmetall) in Düsseldorf und 1924 Vorstand der Aktiengesellschaft für Lokomotivbau Hohenzollern. Während der Ruhrbesetzung 1923, als die Besatzungsmächte die Eisenbahnen beschlagnahmten, wurden er und der Generaldirektor Hans Eltze am 19. April verhaftet und in der „Ulmer Höh“ zusammen mit u. a. dem Eisenbahnattentäter Leo Schlageter festgehalten. 1928 ging er als Professor für Eisenbahnwesen und Kraftfahrwesen an die Technische Hochschule Hannover, wo er 1938 emeritiert wurde. Am 1. April 1934 wurde er Prorektor unter dem Rektor Horst von Sanden bis 1936. Im November 1933 unterzeichnete er das Bekenntnis der deutschen Professoren zu Adolf Hitler. Am 1. Oktober 1937 beantragte er die Aufnahme in die NSDAP und wurde rückwirkend zum 1. Mai desselben Jahres aufgenommen (Mitgliedsnummer 4.787.720).

## Schriften
- mit Otto Blum und Curt Risch: Straßenbahn und Omnibus im Stadtinnern. Jena 1942.